# Robert Capa
Pour les articles homonymes, voir Friedmann et CAPA.
Ne doit pas être confondu avec Frank Capra.
Robert Capa, pseudonyme d'Endre Ernő Friedmann, né le 22 octobre 1913 à Budapest et mort le 25 mai 1954 en Indochine, est un photographe et correspondant de guerre hongrois.
Il a couvert les plus grands conflits de son époque et est l'un des fondateurs de la coopérative photographique Magnum, première de ce genre à voir le jour.
Il fut le compagnon de la photographe Gerda Taro, qui inventa son pseudonyme et lança sa carrière.
Il entretint une relation amoureuse avec Ingrid Bergman et une longue amitié avec Ernest Hemingway, qui s’est inspiré des photos de Capa pour écrire le livre Pour qui sonne le glas.

## Biographie
Né le 22 octobre 1913 à Budapest dans une famille de la bourgeoisie juive hongroise non pratiquante, il est le second fils de Dezsö Friedmann et Julianna (ou Julia) Berkovits, propriétaires d'un atelier de couture à Pest. Il est atteint de polydactylie (petit doigt supplémentaire à l'une des mains), et sa mère y voit l'annonce d'un destin hors normes. Très vite, il apprend à capter le regard des riches clientes de la maison de couture familiale, jusqu'à avoir la certitude que le véritable pouvoir est celui de la séduction.
Il fait de bonnes études mais a une adolescence agitée, fréquentant les milieux communistes révolutionnaires qu'inspire son maître à penser, l'écrivain Lajos Kassák. À l’âge de dix-sept ans, il est arrêté pour avoir participé aux activités antifascistes d’étudiants de gauche. Le régime autoritaire hongrois de l’amiral Horthy le libère à la condition qu’il quitte la Hongrie. Il part en juillet 1931 pour Berlin où il se donne pour objectif de faire carrière dans le journalisme. Grâce à son amie d’enfance exilée Eva Besnyő, il trouve un premier travail comme apprenti développeur dans une agence photographique berlinoise. Bien qu'il ne soit pas passionné par la photographie, il se lance dans cette voie car c'est le métier qui ressemble le plus au journalisme pour le jeune homme qui ne parle pas encore allemand. Parallèlement, il s'inscrit à l'Université allemande de politique pour suivre des études de sciences politiques de 1931 à 1933. Il s'y ennuie, manque d'argent (ses parents ont été ruinés par la Grande Dépression de 1929), au point de voler les côtelettes de veau du chien de sa propriétaire.
Il fait la connaissance de Simon Guttmann, patron de l’agence Dephot (Deutscher Photodienst). L'agence lui fournit un appareil Leica pour travailler comme assistant et réaliser des reportages sur le quotidien de Berlin, puis lui donne l’occasion de couvrir son premier sujet, Léon Trotski venu donner un meeting sur la révolution russe. Il part en novembre 1932 pour Copenhague afin d'y photographier Trotski qui a été invité par l'association des étudiants sociaux-démocrates pour une conférence (qui sera la dernière) devant 2 500 personnes, et qui est alors pourchassé par des assassins aux ordres de Staline. Le magazine Der Weltspiegel publie ses clichés.
Il quitte l’Allemagne en 1933 à l'arrivée d'Hitler au pouvoir, gagne Vienne mais le chancelier chrétien-social Engelbert Dollfuss y établit une dictature cléricalo-fasciste, aussi émigre-t-il finalement à Paris à l’automne 1934.

### Paris

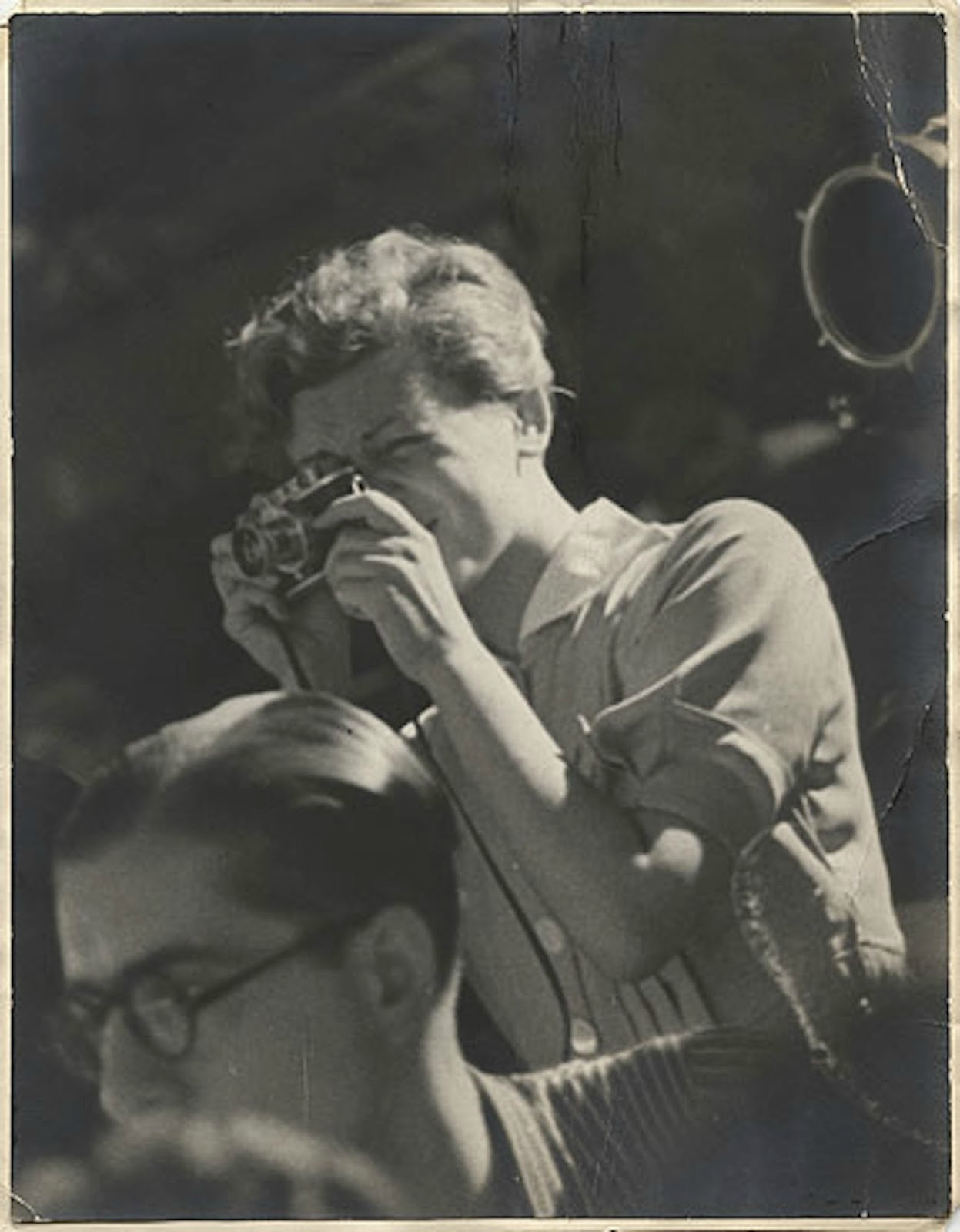
Gerda Taro en Espagne, juillet 1937.

Il rencontre Henri Cartier-Bresson dans les cafés de Montparnasse, ainsi que d'autres Juifs émigrés comme lui, tels que « Chim » (David Seymour), André Kertész, Pierre Gassmann, etc. Il décide de franciser son prénom et se fait désormais appeler « André Friedmann ». Épais sourcils, yeux et cheveux noirs, lèvres charnues, son charme est immense. Il travaille fin 1933 comme figurant dans un roman-feuilleton du magazine Vu, Le tueur au boomerang.
Au café A Capoulade dans le quartier latin, il fait en septembre 1934 la connaissance de Gerda Taro, une étudiante allemande antifasciste d'origine galicienne, qui d’assistante devient photographe. Ils deviennent amants en 1935. Il fréquente l'Association des écrivains et artistes révolutionnaires où elle est inscrite, comme ses principaux amis ou collègues photographes.
Le magazine de Lucien Vogel VU lui offre l'occasion de réaliser un reportage sur la Sarre, lieu de tensions grandissantes entre la France et l'Allemagne, et ainsi d'obtenir sa première carte de presse.
Au printemps 1935, il effectue un premier séjour en Espagne pour une série de reportages (match de boxe de Paolo Uzcudun, projet aéronautique du lieutenant-colonel Emilio Herrera qui veut battre le record du monde d'ascension en aéronef, fête religieuse et processions à Séville).
Alors que ses parents se séparent, son jeune frère Cornell Capa vient le rejoindre à Paris. Son père Dezsö se suicide.
En 1936, Taro invente un photographe américain dont André ne serait que l'assistant. Ses photos se vendant très mal, elle lui fait prendre un pseudonyme : « Robert Capa », qui sonne plus américain et est plus facile à prononcer. Avec ce pseudonyme de Robert « Bob » Capa, il crée un personnage, un photographe américain, chic, riche, mondain et séducteur, vendant ses photos le double.
Plusieurs versions ont été données sur l'origine de ce pseudonyme. Selon André, le prénom aurait été choisi en référence à l'acteur américain en vogue Robert Taylor, et le nom « Capa » choisi pour sa ressemblance avec celui du réalisateur américain Frank Capra,,. Mais cápa signifie aussi « requin » en hongrois, et ce surnom semble avoir été donné au jeune Friedmann.
La même année, il participe à la création de l’agence Alliance-Photo aux côtés de Pierre Boucher et de Maria Eisner. Il immortalise notamment le Front populaire par sa photo du 14 juillet 1936. Il photographie Léon Blum brandissant la lampe offerte par les mineurs de Carmaux, mais aussi des anonymes en grève ou les manifestations populaires. Les magazines VU et Regards publient les photos. Le numéro de VU du 15 juillet 1936 lui accorde même la couverture.

### La guerre d’Espagne
En août 1936, il part avec Gerda Taro comme envoyé spécial pour couvrir la guerre civile espagnole sur le front républicain, pour les magazines Vu de Lucien Vogel et Regards,. Il photographie les miliciennes à l'entrainement, la presse apprécie les images de femmes armées. Lors de leur premier séjour en août 1936, il ne photographie pas de combats, il s'attache surtout à réaliser des portraits de combattants républicains à l'équipement rudimentaire, mais animés par une grande ferveur politique.
En Espagne, il devient un fervent antifasciste qui va même jusqu'à monter certaines photos de toutes pièces, notamment une improbable victoire des forces républicaines.
Lors de ses séjours ultérieurs, il couvre les combats, notamment à Madrid en novembre et décembre 1936. Le magazine Regards consacre un tiers de sa surface rédactionnelle à la guerre civile. Robert Capa, Gerda Taro, mais aussi David Seymour alimentent les numéros. Capa photographie les populations qui subissent les bombardements et les Brigades internationales, son reportage intitulé La Capitale crucifiée le fait entrer dans l'histoire du photojournalisme. Il est aussi publié dans The Illustrated London News le 19 décembre 1936. À Paris, l'Exposition universelle de 1937 utilise ses clichés aux côtés des œuvres de Joan Miró, Picasso, Luis Buñuel ou Alexander Calder.
En janvier 1938, Robert Capa publie un reportage dans Ce soir sur la bataille de Teruel et la reddition des franquistes sans photographies. En écrivant « La ville était à nous », Capa manifeste ouvertement qu'il a choisi son camp. Les photographies de Robert Capa sont régulièrement publiées dans Ce soir. Ce sera le tout premier emploi salarié de Capa qui est payé au mois et non plus à la photo.

#### Capa faussaire?
C'est pendant ce séjour en Espagne qu'il prend la photographie qui lui vaudra sa grande renommée et qui sera à l’origine du mythe Capa. Intitulée Mort d'un soldat républicain, elle représente un milicien des forces républicaines, en chemise blanche, s’effondrant après avoir été touché par une balle. Cette photo symbolise la guerre d’Espagne et reste gravée dans la mémoire collective. Néanmoins, une polémique sur l’authenticité de la photo commence en 1975. Ayant mené leur enquête, les partisans de l'authenticité identifient le milicien : il s'agit du militant anarchiste Federico Borrell García, lequel a bien été tué le 5 septembre 1936 à Cerro Muriano, le jour où Capa dit avoir pris la photo.
La polémique s'arrête un temps mais elle reprend plus tard à la suite des recherches de l'universitaire basque José Manuel Susperregui, spécialiste des technologies de l'image. Résumant ses conclusions, le journal El Periódico de Catalunya affirme en juillet 2009, clichés comparatifs à l’appui, que la photo n’a pas été prise près de Cerro Muriano, mais près de la localité d’Espejo à 50 km (tous les deux dans la province de Cordoue), endroit où il n’y avait pas de combats à la date de la prise de vue,. Un argument supplémentaire à l'appui de la thèse de la fraude vient du fait que Capa a pris deux photos de miliciens républicains tombés à cet endroit (la première étant bien plus célèbre que l'autre) : aux yeux de certains critiques, la chute de deux miliciens au même endroit devant un appareil se trouvant dans la même position serait une coïncidence peu crédible, d'autant que le corps du premier n'apparaît pas sur le deuxième cliché. Pour André Gunthert, la totalité des photos prises à Espejo par Capa correspond à une scène d'attaque jouée par les miliciens, sans adversaire.

#### La mort de Gerda Taro
Alors que Robert Capa est de retour à Paris, Gerda Taro restée en Espagne meurt le 26 juillet 1937, écrasée accidentellement par un char d'assaut républicain lors des combats de la bataille de Brunete. Jusqu’à la fin de sa vie, Capa aimera à dire que Gerda et lui étaient unis par le mariage. La photographie de Robert Capa représentant Gerda Taro se reposant sur une borne kilométrique aux initiales PC  illustre l'article consacré à sa mort dans Ce soir. La famille de Taro accusera le photographe d'avoir envoyé la jeune femme à la mort. Lors de son enterrement au cimetière du Père-Lachaise le 1er août 1937, Capa reçoit même des coups. Ce drame marque « une césure radicale » dans sa vie, écrit son biographe Alex Kershaw (en). Henri Cartier-Bresson retrouve un homme « cynique, encore plus opportuniste, profondément nihiliste, réfractaire à tout attachement, [son] cœur semble brisé pour toujours ».

### La Seconde Guerre sino-japonaise
En 1938, il est envoyé par le magazine Life pour suivre la Seconde Guerre sino-japonaise (1937-1945). Avec le documentariste néerlandais Joris Ivens, il couvre notamment les raids aériens japonais contre Hankou et la bataille de Taierzhuang.
Il prend une photo qui fait la couverture de Life, celle d’un enfant chinois, habillé en militaire. Life appose alors la légende : Un défenseur de la Chine. Le 3 décembre 1938, la revue de photographie britannique Picture Post le proclame « le plus grand photographe de guerre du monde »,.

### La Seconde Guerre mondiale
Confronté aux lois françaises contre les « étrangers indésirables », il quitte Paris en octobre 1939 et émigre à New York où il rejoint sa mère et son frère, Cornell, mais son passeport d'apatride fait de lui un ennemi de l'Amérique destiné à être renvoyé en Hongrie, son pays natal. En 1940, voué à être expulsé à l'expiration de son visa, il obtient un statut légal en séduisant une jeune mannequin, Toni Sorel, qui accepte de se marier en échange d'un an de leçons de danse que le photographe lui offre,.

#### L'Afrique du Nord et la Sicile
À New York, il est chargé par le magazine Collier's de couvrir le front d’Afrique du Nord en 1942. Il continue ensuite en Sicile, afin de suivre le débarquement des troupes alliées, pour le magazine Life. Ses photos sont empreintes de souffrance et montrent le courage de la population sicilienne dans le conflit. En accompagnant les soldats américains, il prend des clichés partout, même dans les plus petits villages. En effet, la photo symbole du débarquement en Sicile, où l'on voit un soldat américain accroupi et un berger sicilien qui lui indique la route, a été prise près de Sperlinga.
De mars à mai 1943, il accompagne le 2e corps d'armée du général Patton et assiste notamment à la victoire d'El Guettar en Tunisie. Mais ses photographies arrivent avec plus de trois mois de retard à la rédaction de Collier's, et Capa perd son contrat.
En février 1943, à Londres, il séduit Pamela Churchill, et entretient une relation avec Elaine Justin, alors mariée à un pilote de la RAF. Cette dernière mettra fin à leur liaison en se remariant en 1945 avec un ami d'enfance.

#### Le débarquement de Normandie
Le 6 juin 1944, toujours pour Life, il fait partie des rares photographes présents lors du débarquement allié en Normandie, sur la plage d’Omaha Beach, dans le secteur désigné « Easy Red » face à Colleville-sur-Mer. Pendant une heure trente, sous les obus et entre les balles, il photographie la guerre au plus près, avec ses deux Contax 24x36 et un Rolleiflex 6x6. Aux côtés des soldats, il prend cent dix neuf photos. Cependant, un laborantin de Life, pressé par le temps (les photos sont arrivées juste avant le bouclage), ferme dans sa hâte la porte de l’appareil de séchage. L’émulsion des pellicules fond. Finalement, il ne reste que onze photos à peu près acceptables, mais plutôt floues. Cette série de photographies est connue sous le titre de Magnificent Eleven.
Cette version est cependant remise en cause en 2014-2015, par le critique new-yorkais A. D. Coleman et le rédacteur en chef de Life John G. Morris,,, qui relèvent plusieurs incohérences. Selon eux, les onze photos connues aujourd'hui sont les seules que Capa ait prises durant le débarquement et l'histoire du laborantin maladroit est une invention destinée à construire la légende d'un Capa héroïque auteur d'une centaine de clichés durant les six heures de la bataille,, alors qu'il n'y serait resté qu'entre trente minutes et une heure et demie.
L’une des photos les plus marquantes prises par Capa, le jour J, est celle du soldat américain Huston Riley qui, à peine sorti de sa barge de débarquement, tente par tous les moyens de rester hors de l’eau alors que le poids de son arme le gêne, à moins, ce qui est plus plausible, que le GI n'ait choisi de rester au ras de l'eau pour s'exposer le moins possible aux tirs ennemis, la plage d'Omaha, la plus meurtrière du jour J, ayant ensuite été surnommée « Omaha la sanglante » (« Bloody Omaha »). La photo, assez floue pour les raisons évoquées précédemment, mais bien cadrée, est légendée par Life, Slightly out of focus, (« Un peu floue »), titre que Capa reprendra en 1947 pour son autobiographie.

#### La libération de Chartres
À la Libération, Capa prend des clichés de femmes tondues à Chartres, dont le célèbre La Tondue de Chartres qui sera publié par Life et d'autres journaux, et offre ainsi un témoignage sur l’épuration en France.

#### La libération de Paris
Lors de la Libération de Paris, Leclerc interdit aux correspondants de guerre de suivre les troupes de la 2e DB. Robert Capa peut cependant les accompagner grâce aux hommes de La Nueve, 9e compagnie du régiment de marche du Tchad, composée en majorité d'Espagnols anti-franquistes qui le prennent sur un de leurs halftracks M3A1 baptisé Teruel du nom de la bataille entre les républicains et les nationalistes que Capa avait couverte pendant la guerre d'Espagne.

#### Leipzig et Berlin
Robert Capa veut couvrir la libération de Leipzig, ville natale[réf. nécessaire]de Gerda Taro (qui est portant née à Stuttgart et n’est arrivée à Leipzig qu’à l’âge de 18 ans et en est partie à 23 ans). Convaincu que la guerre est sur le point de se terminer, il confie lors d'une interview à la radio avoir voulu photographier un dernier combattant — le fantassin Raymond J. Bowman — mais celui-ci trouve la mort devant son objectif,. Il apprend[Quand ?] la mort de son ami Ernest Pyle.
Le 7 septembre 1945, Capa photographie les ruines de Berlin et la célébration du nouvel an juif.

### L'après-guerre
Après la guerre, il a une liaison d'une année avec Ingrid Bergman, révélée bien plus tard lorsqu’elle publie son autobiographie. Il la rencontre au Ritz le 6 juin 1945. En décembre 1945, il la suit à Hollywood, où il travaille comme photographe de mode et photographe de plateau pour l'American International Pictures, notamment sur le film d’Alfred Hitchcock Les Enchaînés, le cinéaste britannique s'inspirant de l’idylle du couple pour écrire le scénario de Fenêtre sur cour. S'ennuyant à mourir, il « présente les symptômes d'une pathologie post-traumatique : inquiétude, alcoolisme, irritabilité, dépression, culpabilité du survivant, instabilité professionnelle et nihilisme à peine dissimulé », estime Alex Kershaw. Leur relation prend fin à l'été 1946, Capa dans son refus de se fixer (il n'aura jamais de maison et vivra toujours à l'hôtel) s'étant rendu en Turquie.

#### Magnum
En 1947, il fonde avec David Seymour, Henri Cartier-Bresson, William Vandivert et George Rodger la coopérative photographique Magnum. Magnum regroupe certainement les plus célèbres photographes et photojournalistes du monde.
Capa et ses amis décident de créer une coopérative et non une agence pour permettre aux photographes de garder l’intégralité des droits sur leurs photos, ce qui jusque-là n’était pas le cas dans les agences traditionnelles.
La collection de Magnum comprend une grande diversité de sujets comme : la famille, la drogue, la religion, la guerre, la pauvreté, la famine, le crime, le gouvernement et les célébrités[réf. souhaitée].
Il entretient à cette époque une grande amitié avec l’écrivain américain John Steinbeck. Ils partent ensemble en URSS en 1947. De ce voyage naît le livre A Russian Journal, illustré par Capa. À cette époque, il poursuit en parallèle ses activités de photographe de mode.

#### Israël
En 1948, il choisit de partir à ses frais, sans contrat, pour assister à la naissance de l’État d’Israël. Il développe un lien étroit avec le jeune État, où il se rend à plusieurs reprises entre 1948 et 1950. Le 22 juin 1948, il est atteint d'une balle dans la cuisse, lors de l'attaque du navire Altalena par l'armée régulière israélienne. Les photos prises au cours de ces séjours font l’objet du livre Report on Israel, publié en 1950 (avec un texte d’Irwin Shaw). Il réalise un film propagandiste, The Journey, pour l'organisation juive de New York United Jewish Appeal (en) et participe par ses photos à la Hasbara pour promouvoir l'image d'Israël dans les médias américains et rejouer les mythes fondateurs de la légitimation de l'État juif.

#### Guerre d'Indochine et mort
En 1954, le magazine Life a besoin d’un photographe pour couvrir la guerre d’Indochine. Se trouvant alors au Japon pour une exposition de Magnum, Robert Capa se porte volontaire. Ainsi, c’est aux côtés des troupes françaises qu’il parcourt le Viêt Nam, une partie de l'Indochine française de l'époque.
Le 25 mai 1954, au Tonkin, sur la route menant à la ville de Thái Bình (Nord du Viêt-Nam actuel, où se trouve la capitale Hanoï), voulant prendre une photo d'ensemble d'un groupe de soldats français, il s’écarte de la route où progresse la troupe et met le pied gauche sur une mine antipersonnel à quatorze heures cinquante-cinq. Il succombe presque instantanément à ses blessures. À titre posthume, la France lui décerne la Croix de guerre des Théâtres d'opérations extérieurs,.
Robert Capa est enterré au cimetière quaker d'Amawalk près de New York.

## Distinctions
- Croix de guerre des Théâtres d'opérations extérieurs

## La valise mexicaine
En janvier 2008, trois boîtes de négatifs (nommées « la valise mexicaine ») contenant quatre mille cinq cents négatifs de Robert Capa, Gerda Taro et David Seymour pris pendant la guerre civile espagnole, supposés détruits et dont la présence était soupçonnée à Mexico depuis 1995, ont été remis au Centre international de la Photographie de New York fondé par Cornell Capa (1918-2008), frère de Robert.

## Hommages

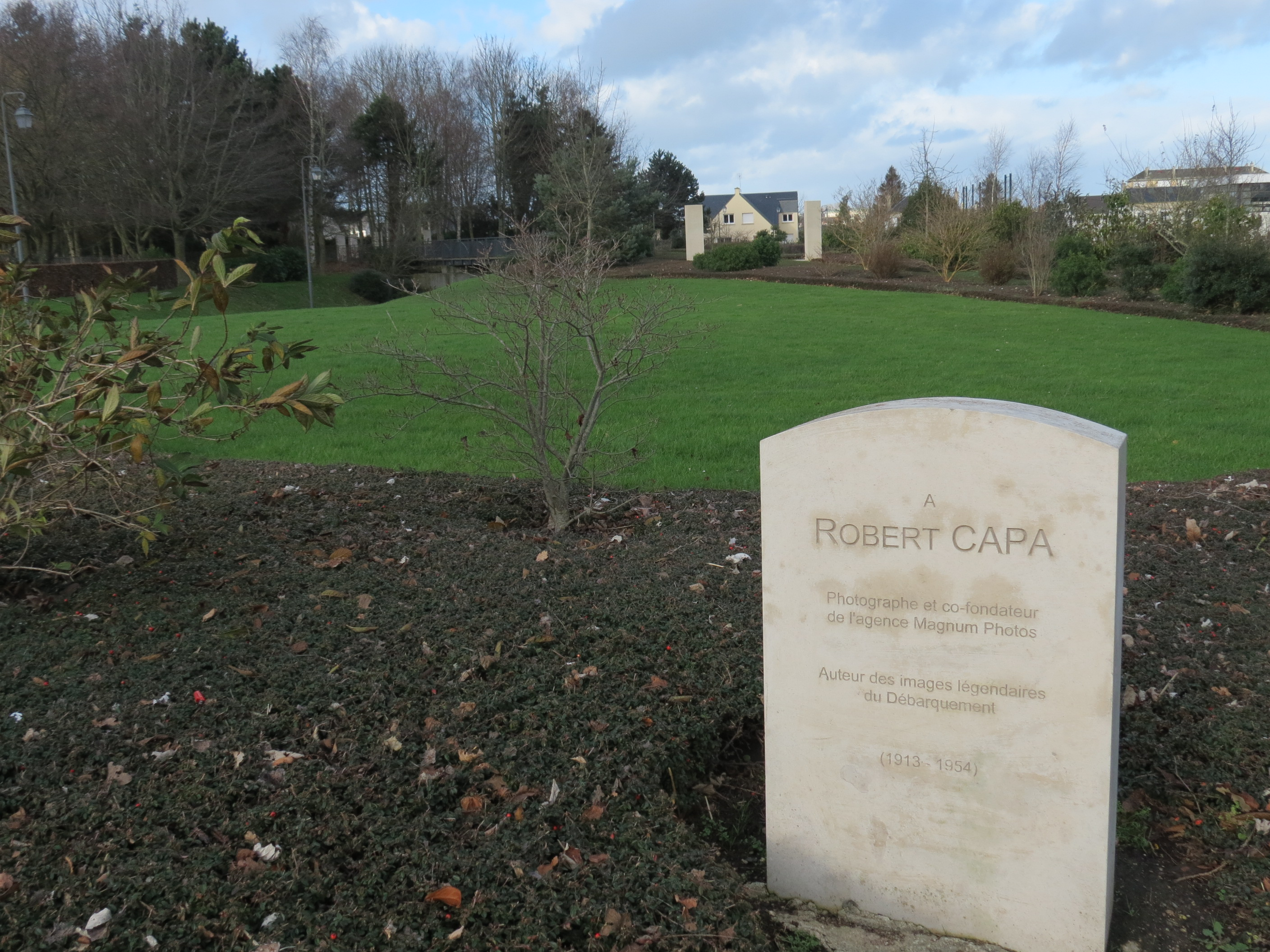
Stèle dans le Mémorial des reporters de Bayeux.

### Hommages officiels
La promotion 2004 de l’Institut d’études politiques de Strasbourg a reçu le nom de Robert Capa.
Plusieurs odonymes portent son nom : une allée à Vannes (Morbihan) ainsi que des rues à Acigné (Ille-et-Vilaine), Cormeilles-en-Parisis (Val-d'Oise), Plouaret (Côtes-d'Armor), Montpellier (Hérault), Madrid (Espagne), Piossasco (Italie) et Louvigny (Calvados).
L'astéroïde (210070) 2006 QK11 fut nommé (210070) Robertcapa.

### Capa dans la fiction
La série de romans feuilletons écrite par Dan Franck et Jean Vautrin, intitulée Les Aventures de Boro, reporter photographe, s’inspire de la vie et l’œuvre de Capa. Blèmia Borowicz est un jeune Hongrois juif par son père, émigrant à Paris pour devenir photographe et choisissant Boro comme pseudonyme. Il est en Allemagne lors de la montée du Nazisme, suit de près le Front populaire en France, puis part en Espagne au moment de la guerre civile… Il connaît aussi une liaison avec une grande actrice fictive.
Le 20 janvier 2011, paraît aux Éditions Héloïse d'Ormesson le roman de Susana Fortes En attendant Robert Capa (paru en 2009 en Espagne et récompensé par le prix Fernando Lara). Ce roman retrace l'histoire d'amour entre Capa et Taro : débutant en 1935, année de leur rencontre, il a été traduit en douze langues.
En 2012, le groupe britannique Alt-J (∆) transcrit en musique le récit de la mort de Robert Capa en 1954 au Viêt Nam sur la chanson intitulée Taro, tirée de l'album An Awesome Wave.
En 2014, Dominique Bertail, Jean-David Morvan et Séverine Tréfouël publient la bande dessinée documentaire Omaha Beach, 6 juin 1944 (Dupuis et agence Magnum Photos), afin de raconter l'histoire des photos de Robert Capa au débarquement allié le 6 juin 1944. L'album comporte un « imposant dossier qui associe photos, archives et témoignages ». L'ouvrage remporte le prix NR lors du BD Boum de Blois cinq mois plus tard.
En mai 2018, est publié aux Éditions du Sonneur le roman de Pierre-François Moreau Après Gerda. Le titre fait référence à la photographe Gerda Taro. Le roman se situe lors du premier voyage de Robert Capa à New York, à l'automne 1937, il a alors 23 ans. Au cours de ce séjour, Robert Capa réalise, en hommage à Gerda Taro décédée le 26 juillet 1937 près de Madrid, un livre de photos, intitulé Death in the making dont le photographe hongrois André Kertész fait la maquette. Cet album publié en février 1938 par l'éditeur Covici rassemble une sélection des reportages que le couple Capa & Taro fait ensemble, ou séparément, entre août 1936 et juillet 1937 sur la Guerre civile espagnole pour différents titres de presse. À travers la sélection de ces images, le roman plonge Robert Capa dans une instrospection sur sa relation professionnelle et sentimentale avec Gerda Taro.

## Principaux clichés et reportages
- 1932 : il réalise son premier reportage publié, sur Léon Trotsky à Copenhague. Il en tire Copenhague[67].
- 1936 : il couvre l’arrivée au pouvoir du Front populaire et les grèves qui suivent à Paris. Œuvres principales : Manifestants du front populaire, Léon Blum, Maurice Thorez[67].
- 1936-1939 : il se rend plusieurs fois en Espagne pour suivre la guerre civile sur de nombreux fronts. La photo Mort d’un soldat républicain[67] lui assure la célébrité.
- 1938 : reportage en Chine lors de la guerre contre le Japon. Publication de Défenseur de la Chine, Entraînement des soldats chinois[67] et de Après un raid japonais[67].
- 1939 : il suit le Tour de France et photographie les Réfugiés espagnols conduits vers un camp entre Argelès-sur-Mer et Le Barcarès[67].
- 1943 : il accompagne la progression des Alliés d’Afrique du Nord jusqu’en Italie.
- 1944 : il débarque avec la troisième vague de soldats américains sur la plage d'Omaha Beach en Normandie : il prend le cliché Jour J[67].
- 1945 : reportages sur la chute de l’Allemagne à Leipzig et Berlin.
- 1947 : visite de l’Union soviétique avec John Steinbeck.
- 1948 : il suit la déclaration d'indépendance de l'État d'Israël et la guerre de Palestine de 1948.
- 1954 : reportage au Japon.
- 1954 : reportage en Indochine où il est tué par une mine antipersonnel.

## Citations
- « Si vos photos ne sont pas assez bonnes, c’est que vous n’êtes pas assez près. »
- « La guerre c’est comme une actrice qui vieillit : de plus en plus dangereuse et de moins en moins photogénique. »
- « Pour un correspondant de guerre, louper un débarquement, c’est comme refuser un rendez-vous avec Lana Turner. »
- « Aime les gens et fais leur savoir. »
- « Ce n’est pas toujours facile de se tenir à l'écart de l'action et d’être incapable de faire la moindre chose sauf d’enregistrer la souffrance autour de soi. »
- « Les photos sont là, et tu n'as qu’à les prendre. »
- « J'espère rester au chômage en tant que photographe de guerre jusqu’à la fin de ma vie. » (à la fin de la Seconde Guerre mondiale)

## Expositions

### Expositions personnelles
Liste non exhaustive
- Capa connu et inconnu, Bibliothèque nationale de France, Paris, 6 octobre - 31 décembre 2004 ,
- Robert Capa, Exil 1939, Centre arts et cultures des Essar[t]s, Bram, du 8 mars au 8 juin 2014[69],
- Robert Capa et la couleur, château de Tours, Tours, 2015-2016,
- Robert Capa et la couleur, Tri Postal (festival transphotographies), Lille, 4 juin - 31 juillet 2016.
- Robert Capa : L’Opera 1932 – 1954, Pallazo Roverella, Rovigo, du 8 octobre 2022 au 29 janvier 2023[70]

### Expositions collectives
- La Volonté de Bonheur, Témoignages photographiques du Front populaire 1934-1938, avec des photographies de Brassaï, Robert Capa, Henri Cartier-Bresson, Robert Doisneau, Nora Dumas, Gisèle Freund, André Kertész, François Kollar, Sam Lévin, Éli Lotar, Willy Ronis, David Seymour, …, Pavillon populaire, Montpellier, du 2 mai au 9 juin 2013